# Saint-Tite (Quebec)
Saint-Tite é uma cidade localizada na província de Quebec no Canadá.